# クサリヒメウズムシ科
クサリヒメウズムシ科 (Stenostomidae) は小鎖状類に分類されるウズムシの科の一つである。小鎖状類の中では最も種数の多い科で、新熱帯区を中心におよそ70種が記載されている。
脳は口の近くにあり、前方2葉、後方2葉の4つの葉に分かれることが特徴である。口の前方には脳の前葉に沿って繊毛の生えた窪みがあり、感覚細胞が存在している。

## 分類
4属が属する。
- Myostenostomum Luther, 1960
- Rhynchoscolex Leidy, 1851
- クサリヒメウズムシ属 Stenostomum Schmidt, 1848 - ウエクチクサリヒメウズムシ、オオズクサリヒメウズムシ、コガタクサリヒメウズムシ
- Xenostenostomum Reisinger, 1976